# Dolores Park
Dolores Park (ancien nom : Mission Park) est un parc public de la ville de San Francisco en Californie. Il se trouve à deux bloc au sud de Mission Dolores à l'ouest du quartier de Mission District. Les collines de Dolores Heights se situent juste au nord du parc, alors que le quartier du Castro est à l'ouest. Dolores Park est limité par la 18th Street au nord, la 20th Street au sud, Dolores Street à l'est et Church Street à l'ouest. 
Dolores park offre de nombreuses infrastructures de loisir et de sport : six terrains de tennis, un terrain de basketball, deux de soccer, un jardin d'enfants et une aire pour les chiens. Il bénéficie d'un micro-climat agréable. La partie sud du parc est renommée pour les vues sur Mission district, le centre des affaires, la baie de San Francisco et l'East Bay. Depuis les années 1960, Dolores Park est un lieu de rassemblement pour les San-Franciscains : il a accueilli des festivals, des danses cérémoniales aztèques, les célébrations du Cinco de Mayo et des spectacles. 
La « maison bleue » de la chanson San Francisco de Maxime Le Forestier, se trouve dans une rue à proximité du parc.

## Residential Area
Les loyers dans le quartier de Dolores Park, en particulier dans le centre de San Francisco, ont monté en flèche depuis que des personnalités influentes telles que Mark Zuckerberg ont quitté la Silicon Valley. La situation a amené les habitants autochtones et historiques et les personnes appartenant à la communauté latino à quitter les lieux et à protéger son patrimoine.